# 长泰路
长泰路是广东省东莞市的一条主要道路，位于该市的新城市中心区。

## 定线
长泰路呈东西走向，西起自东莞大道，东止于与莞長公路之平交路口。

## 沿路途经之建筑物及地点
- 中信东泰花园
- 亲亲庭院
- 东泰居民委员会
- 康乐花园
- 中信阳光假日
- 景湖花园
- 中信阳光澳园
- 犬眼岭
- 旧锡边
- 东华第八小学
- 东华高级中学

## 交汇的道路
- 宏伟路
- 新源路